# Willicher Friedenskreuz

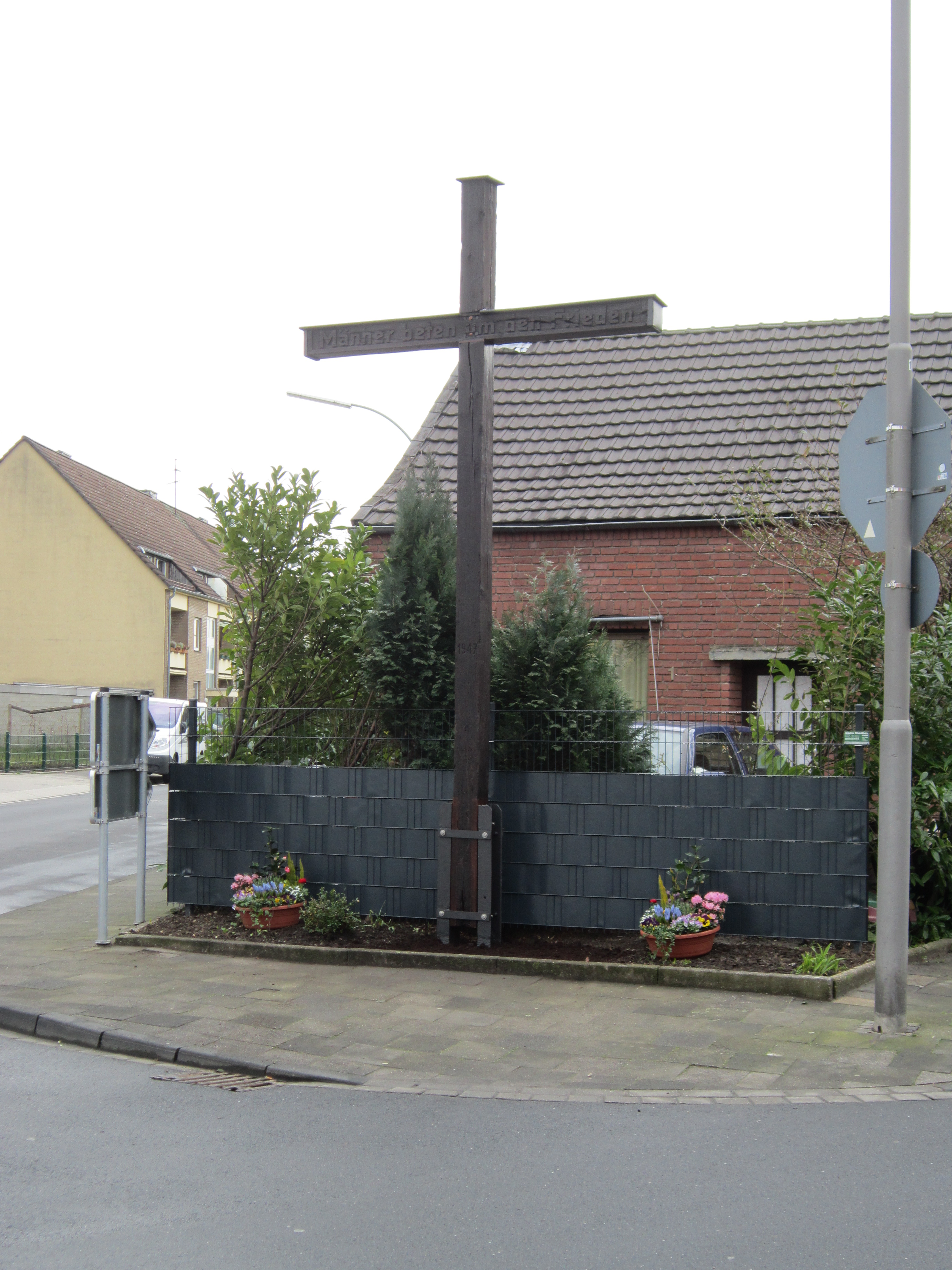
Das Willicher Friedenskreuz (2015)

Das Willicher Friedenskreuz ist ein fünf Meter hohes Flurkreuz in schlichter Bauform aus Holz mit der Inschrift „Männer beten um den Frieden“ an der Kreuzung Martin-Rieffert-Straße, Neusser Straße und Ritterstraße in Willich.

## Historischer Hintergrund
Geprägt von den Jahren des Schreckens des Zweiten Weltkrieges besannen sich Willicher Bürger auf ihre Traditionen und religiösen Werte. Im März 1946 wurde der Ortsverein der Kolpingfamilie wieder ins Leben gerufen und im August 1947 folgte die Gründung eines Ortsvereins der Katholischen Arbeitnehmer-Bewegung (KAB).
Im nahen Krefeld rief der Bischof von Aachen, Johannes Joseph van der Velden, zusammen mit der kurz zuvor durch ehemalige Kriegsgefangene gegründeten Katholischen Männerbewegung (KMB) zum „Kreuzzug des Friedens“ auf. Aus diesem Aufruf entstammt das Aachener Friedenskreuz. Dieser Aufruf kam auch in Willich an und bildete die Grundlage für die Aufstellung des Friedenskreuzes.

## Aufstellung 1947
In der Messe am Morgen des Passionssonntags, dem 23. März 1947, verlas Bischof Johannes Joseph van der Velden in der Pfarrkirche St. Katharina in Willich den Aufruf zur Teilnahme an der Kreuzwallfahrt nach Aachen. Dies vergrößerte den Teilnehmerkreis der bereits geplanten Kreuzprozession in Willich. In der folgenden Nacht um 23 Uhr trugen mehrere Männer unter der Führung des Pfarrgeistlichen ein fünf Meter hohes und sieben Zentner schweres Holzkreuz von der Kirche durch den Ort bis zur Wegkreuzung Martin-Rieffert-Straße, Neusser Straße und Ritterstraße. Ihnen folgte singend eine Gruppe von 800 Männern, viele von ihnen Kriegsversehrte. Vor einer Baumgruppe wurde das Glaubenssymbol von Hand aufgerichtet. Wilhelm Brandenburg, Kaplan in Willich von 1946 bis 1948, erläuterte die Inschrift im Querbalken „Männer beten um den Frieden“. In der von Hunger und Not geprägten Nachkriegszeit sei das Kreuz ein Symbol für die Sehnsucht der Menschen nach innerem und äußerem Frieden. Pfarrer Schuwerack segnete das Kreuz, und die ausschließlich aus Männern bestehende Gruppe zog zurück zur Kirche.
Dieser symbolische Akt wurde von der katholischen Kirchengemeinde und Pfarrer Schuwerack initiiert und sollte, zwei Jahre nach Kriegsende, auf Dauer zum Frieden mahnen. Das Eichenholz stiftete der Landwirt Hans Binger, das Kreuz wurde vom Stellmacher Peter Dohmganz gestaltet. In der Folgezeit war das Kreuz vor allem Etappenziel der jährlichen Fronleichnamsprozession. Diese wird seit der Zusammenlegung der Gemeinden Willich und Schiefbahn nur noch in den geraden Jahren in Willich vollzogen, in den ungeraden im Ortsteil Schiefbahn.

## Restaurierung und Wiederaufstellung 2015
Im Sommer 2014 wurde das Kreuz abgebaut; eine Wiederaufstellung war aufgrund des verwahrlosten Grundstück fraglich. Durch den Einsatz der Anwohner in Zusammenarbeit mit der Stadt Willich konnte erreicht werden, dass die vom Grundstückseigner zur Verfügung gestellte Fläche neu gestaltet werden konnte. Am Karsamstag, den 4. April 2015, wurde das Kreuz, nachdem es von Willicher Handwerkern restauriert wurde, von der Freiwilligen Feuerwehr wieder aufgestellt. Der Bürgermeister der Stadt hielt eine Rede und erinnerte an den Grund der Aufstellung.

## Denkmalschutz 2016
Am 12. Mai 2016 beschloss der Stadtrat Willich einstimmig, das Kreuz unter Denkmalschutz zu stellen. Er folgte damit der Meinung des Amtes für Denkmalpflege im Rheinland, das Kreuz habe eine erhebliche Bedeutung für Willich und das Bistum Aachen.

Es sei „Zeugnis der viel beachteten Sühne- und Friedensaktionen des Katholischen Männerwerks und der Katholischen Arbeiterjugend im Bistum Aachen 1945–47“ und daher „bedeutend für die Geschichte des Menschen. Für die Stadt Willich veranschauliche es in originaler Form und am originalen Standort einen bemerkenswerten Aspekt der Ortsgeschichte unmittelbar nach dem Zweiten Weltkrieg. An seiner Erhaltung bestehe daher aus wissenschaftlichen, hier ortsgeschichtlichen Gründen ein öffentliches Interesse.“

## Prozession zum 70-jährigen Jubiläum 2017
Am 8. April 2017 fanden sich auf dem Marktplatz vor der Pfarrkirche St. Katharina etwa 300 Personen zur Gedenkprozession ein. Diakon Friedhelm Messerschmidt, Pfarrer Rolf Klein und Männerseelsorger Mario Schleypen vom Bistum Aachen erinnerten zunächst an die historische Bedeutung des Kreuzes. Die Prozession führte über die gleichen Wegstrecke wie damals zur Aufstellung. Vor dem Kreuz wurden Fürbitten gesprochen werden, unter anderem von Marita Blüm, geborene Binger, deren Vater 1947 das Eichenholz gestiftet hat und ihrem  Mann Norbert Blüm.

## Presseresonanz
Serie Die Errichtung Des Willicher Friedenskreuzes von Hans Kaiser in der Rheinischen Post:
- Männer beten um den Frieden (1), RP Online, 7. Januar 2016
- Männer beten um den Frieden (2), RP Online, 27. Januar 2016
- Männer beten um den Frieden (3), RP Online, 10. Februar 2016
- Großes Echo auf das Kreuz, RP Online, 13. Februar 2016